# John B. Morison
Pour les articles homonymes, voir John Morrison.
John B. Morison (17 novembre 1923-2 septembre 1996) est un homme politique canadien de l'Ontario. Il est député fédéral libéral de la circonscription ontarienne de Wentworth de 1963 à 1968 et de Halton—Wentworth de 1968 à 1974.

## Biographie
Né à Hamilton en Ontario, Morison sert comme officier de Handley Page Halifax dans la l'aviation royale canadienne durant la Seconde Guerre mondiale. Lors d'une mission le 27 avril 1944, son appareil est abattu et Morison est fait prisonnier. Après la guerre, il revient à Hamilton où il exerce le métier de courtier d'assurance. Après sa carrière politique, il s'installe à Ottawa où il décède en 1996.